# Agriculture pacifique
 (décembre 2013).
Si vous disposez d'ouvrages ou d'articles de référence ou si vous connaissez des sites web de qualité traitant du thème abordé ici, merci de compléter l'article en donnant les références utiles à sa vérifiabilité et en les liant à la section « Notes et références ».
L'agriculture pacifique (en allemand : Friedfertiger Landbau) est une méthode de production agricole visant à respecter toutes les formes de vie et à travailler en unité avec la nature.

## Principes
L'agriculture pacifique reprend à son actif toutes les bases de l'agriculture biologique. Elle poursuit cependant la recherche vers un souci d'harmonie avec les autres règnes (animal, minéral).
L'agriculteur prend le temps de connaître son champ, sa terre, les espèces cultivées et aussi tout le biotope naturel. Par exemple, il cherchera à respecter la faune habitant naturellement les champs et les vergers. Lors des moissons, le temps est laissé au petit gibier de quitter les champs sans être apeuré par le bruit des machines.
L'emploi de purin et de fumier est prohibé. Le sol est enrichi par des substances minérales et végétales qui le fortifient et permettent l'abandon des pesticides. Les herbicides sont également proscrits : l'herbe coupée est laissée sur place et se transforme en humus. Des techniques ancestrales comme la jachère sont remises à l'honneur,.
L'agriculture pacifique a commencé à se développer dans les années 1980 en Allemagne, en Bavière francophone, dans la région de Spessart. Elle est actuellement mise en œuvre dans divers pays, dont la France, et tend à se développer. La chercheuse Jocelyne Bousquet défendait cette vision de l'agriculture.

## Controverse
Ce mouvement est occupé par la secte allemande Vie universelle de 10 000 adhérents qui possède plusieurs fermes autour de Wurtzbourg en Bavière.